# نورمان بل غيدز
نورمان بل غيدز (بالإنجليزية: Norman Bel Geddes)‏ هو مهندس معماري ومصمم أمريكي، ولد في 27 أبريل 1893 في ميشيغان في الولايات المتحدة، وتوفي في 8 مايو 1958 في مانهاتن في الولايات المتحدة.

## معرض صور

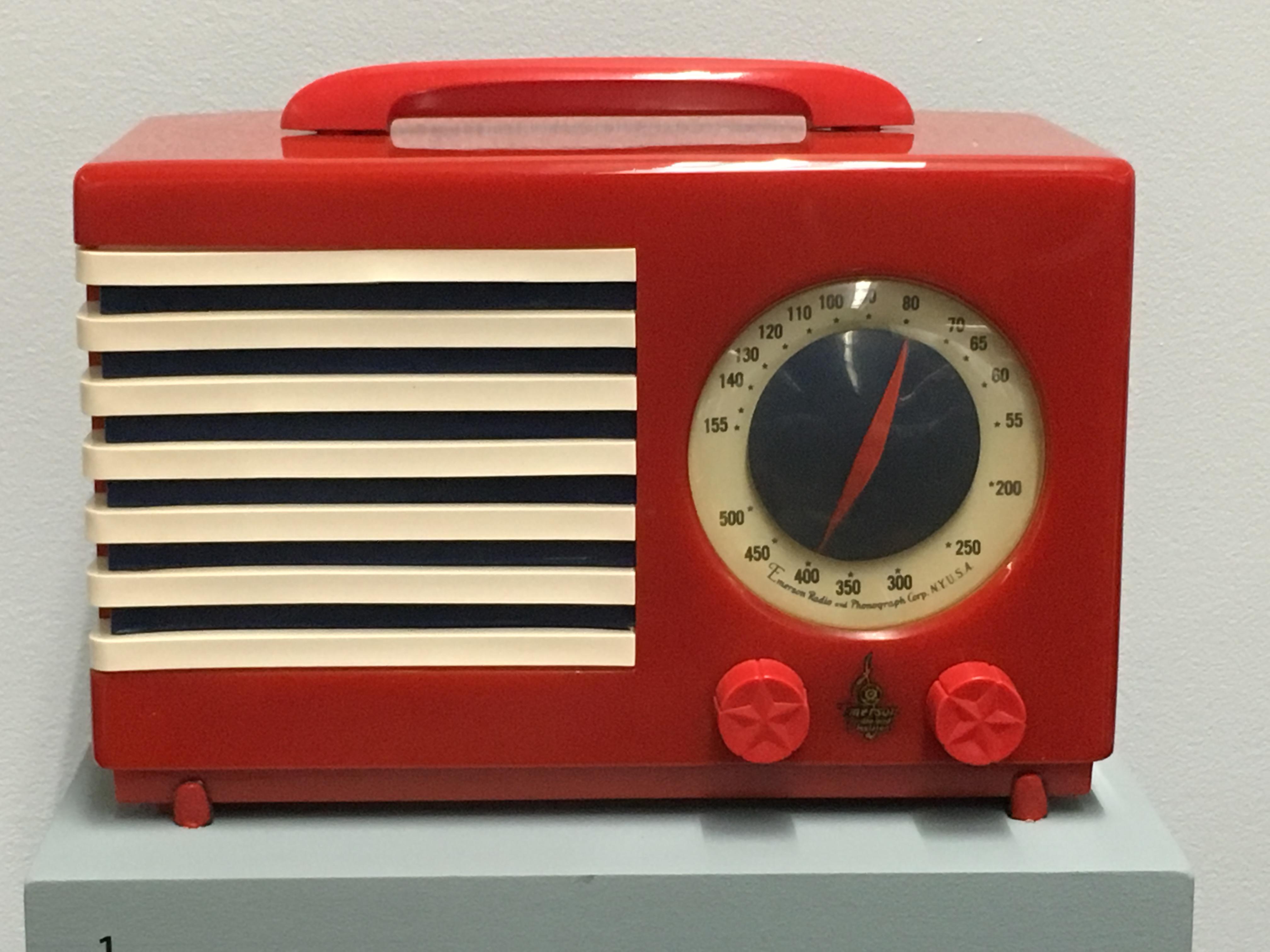
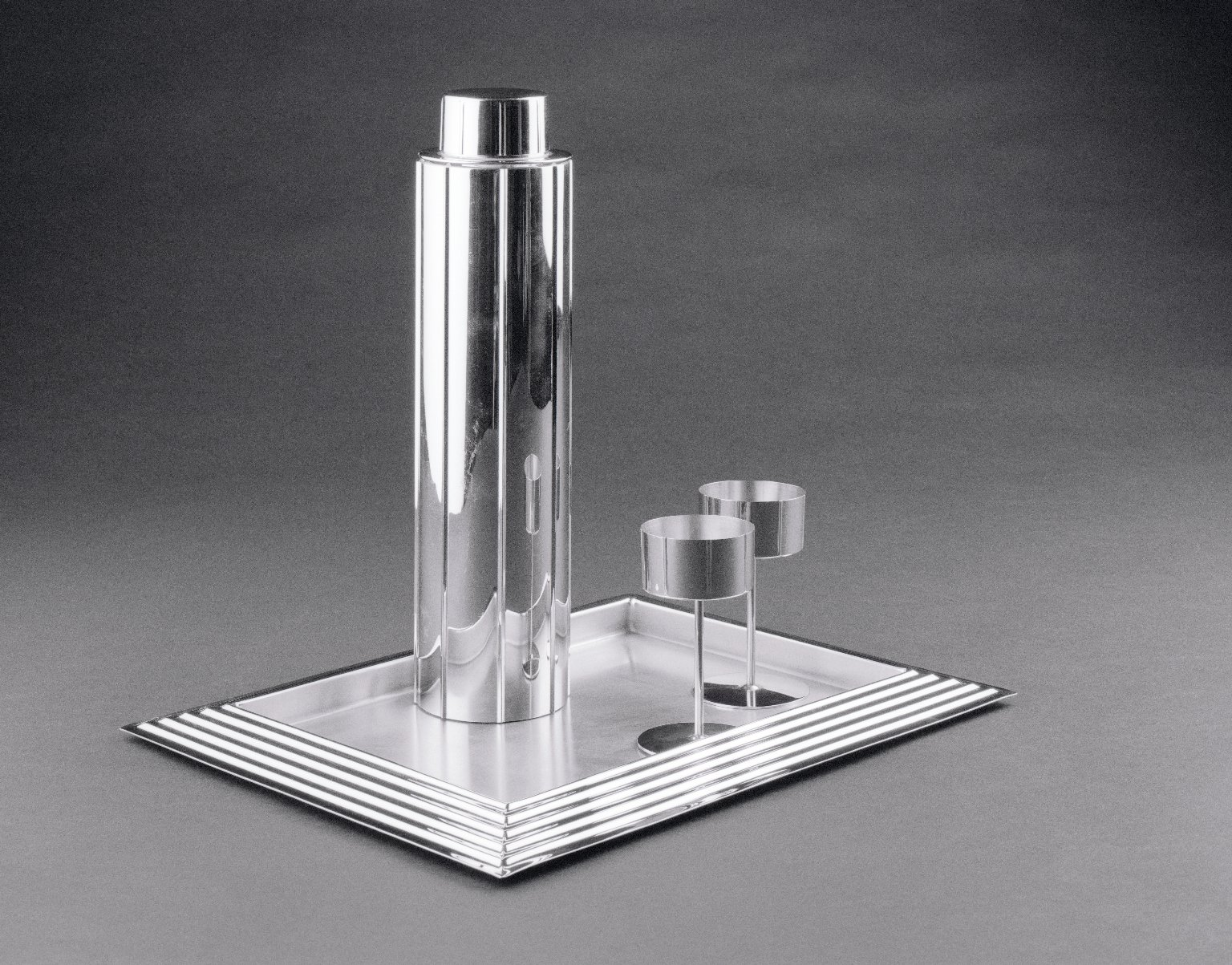
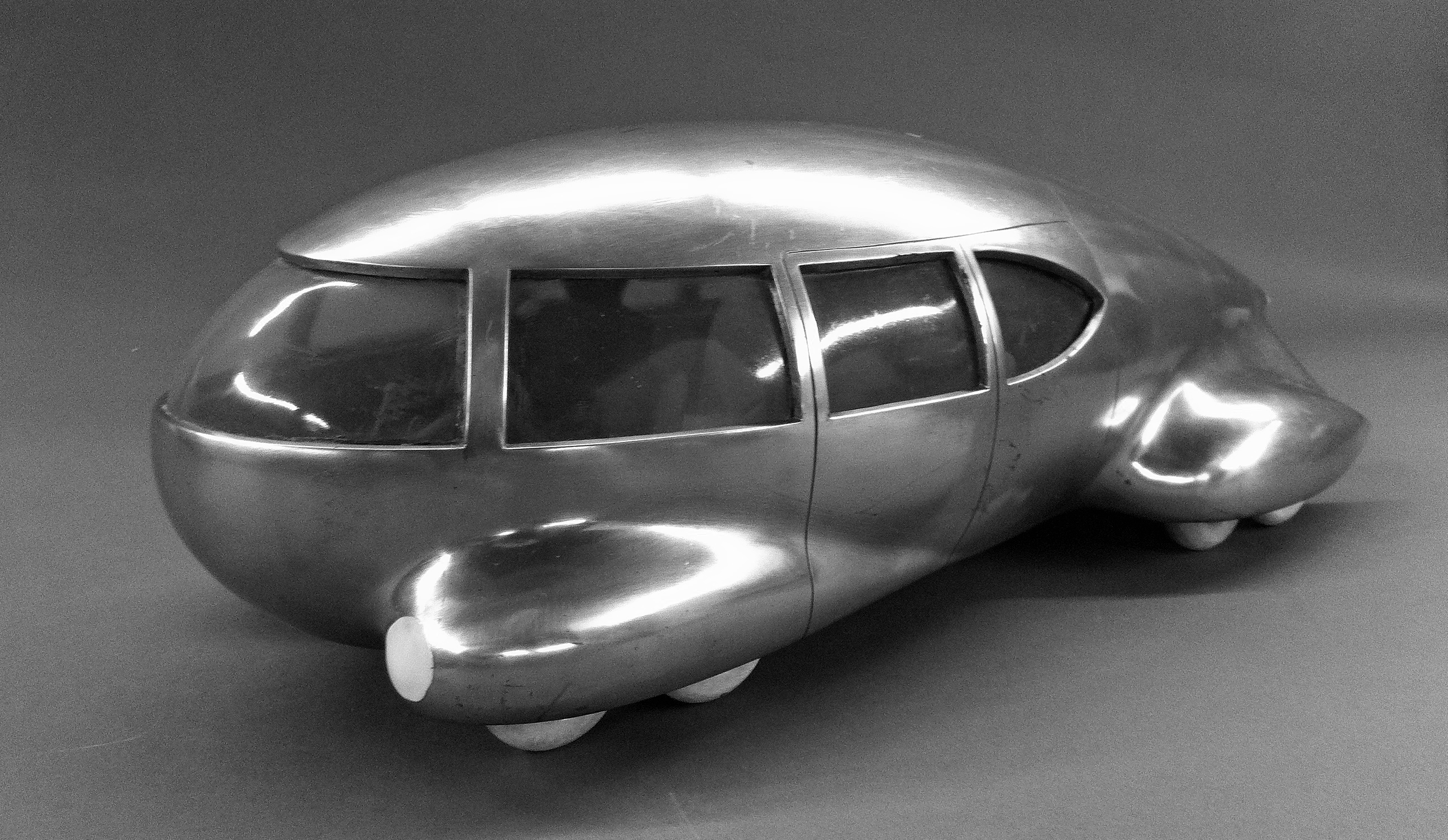
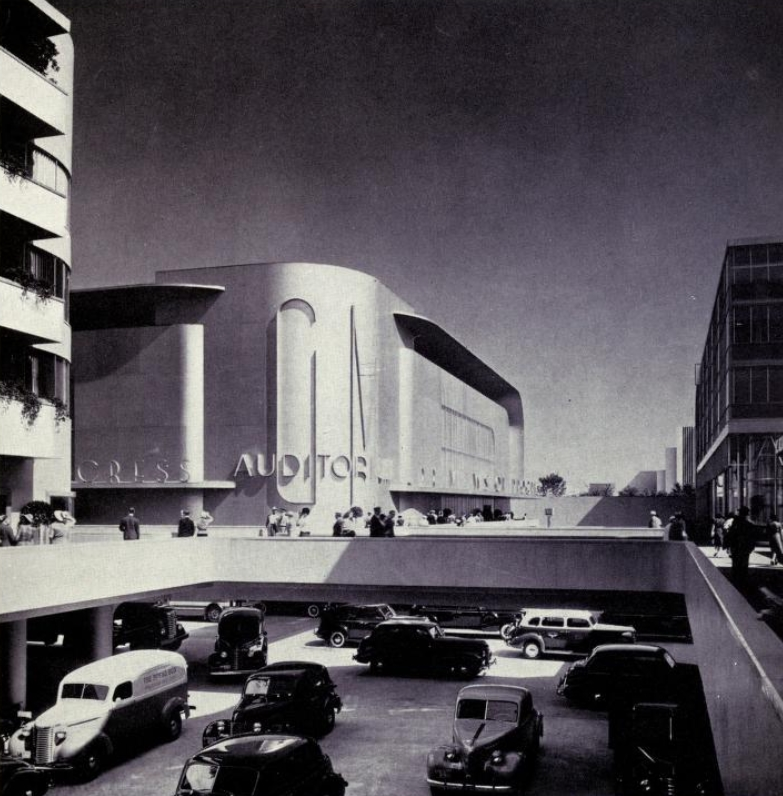
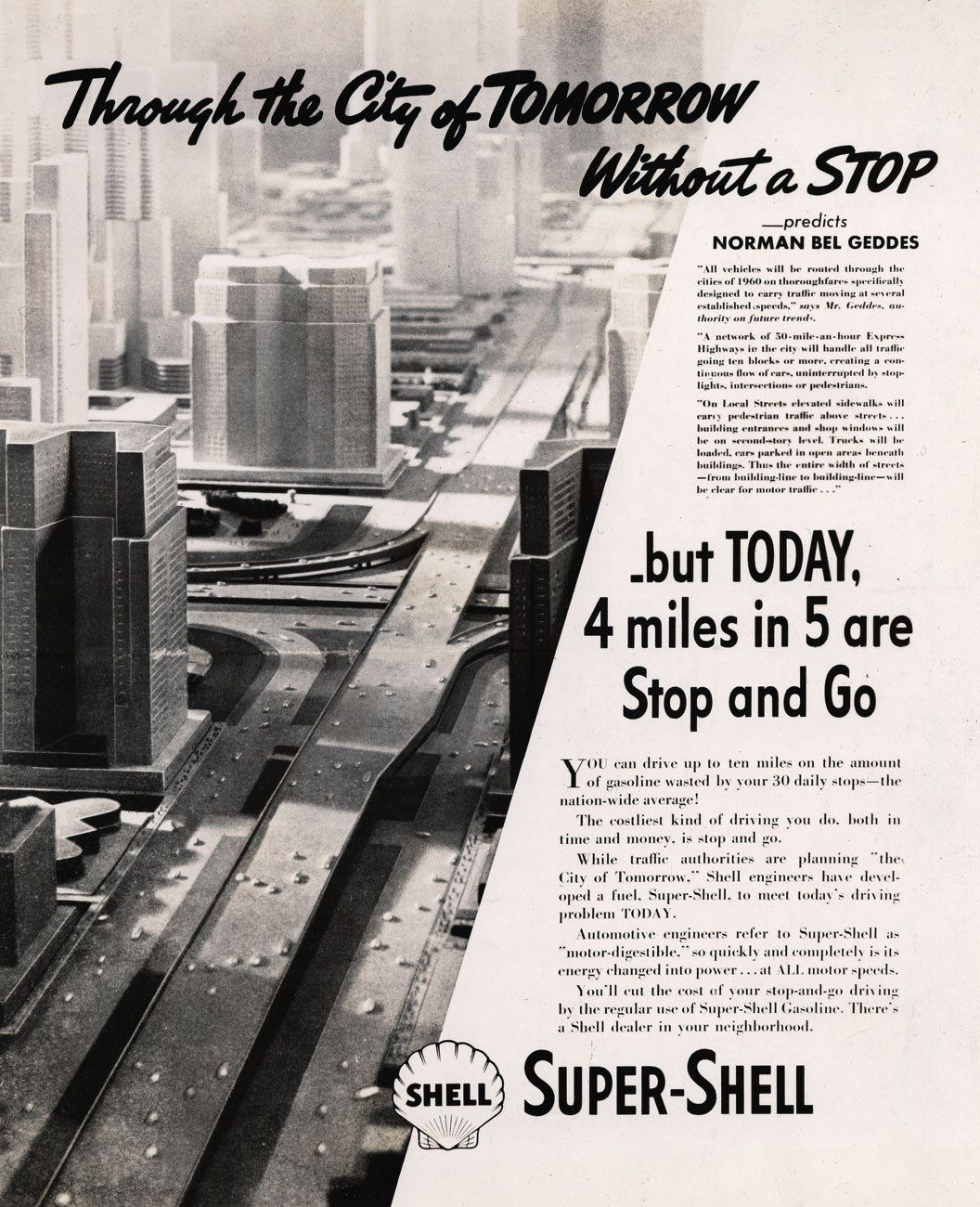
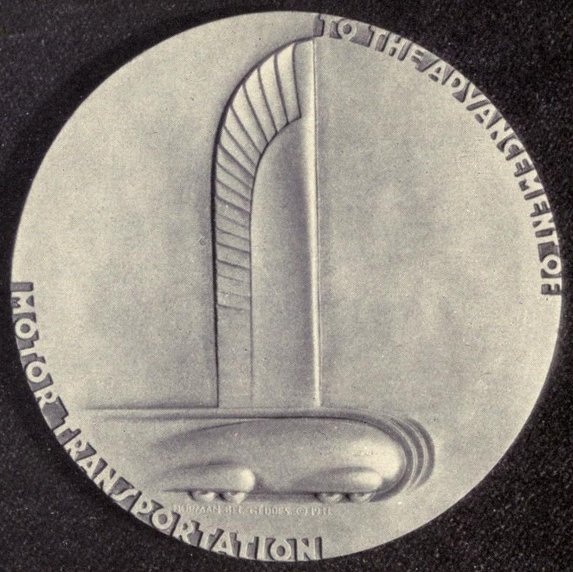

## وصلات خارجية
- نورمان بل غيدز على موقع IMDb (الإنجليزية)
- نورمان بل غيدز على موقع الموسوعة البريطانية (الإنجليزية)
- نورمان بل غيدز على موقع قاعدة بيانات برودواي على الإنترنت (الإنجليزية)
- نورمان بل غيدز على موقع قاعدة بيانات برودواي على الإنترنت (الإنجليزية)